# Elemund
Elemund (Latijn: Elemundus) (gestorven in 548) was koning der Gepiden, een Oost-Germaans volk, tijdens de eerste helft van de 6e eeuw.

## Troonsbestijging
Het kan zijn dat hij de troon besteeg door de dynastie der Gepidische koningen die afstamden van koning Ardarik omver te werpen. Men baseert zich daarbij op archeologische vondsten waarvan István Boná, een geleerde, geloofd dat Elemund in de jaren 520 of 530 zijn macht in Transsylvanië heeft geconsolideerd door het onderwerpen of verwijderen van minder machtige Gepidische heersers. 

## Dochters
Elemund had twee dochters, Ostrogotha en Austrigusa; de laatstgenoemde werd uitgehuwelijkt aan de koning van de Longobarden, Wacho, in 512. Er waren meerdere redenen achter dit huwelijk: aan de ene kant beschermde het de twee koningen tegen de dreiging van het Ostrogotische Rijk, terwijl het aan de andere kant het gevaar voor Ildechis, een pretendent voor de Longobardische troon, voor de Longobardische koning verkleinde. Wacho moest uiteindelijk hertrouwen na de dood van Austrigusa, maar dit deed geen afbreuk aan de goede relaties tussen de Longobarden en de Gepiden.

## Dood en opvolging
Elemund stierf aan een ziekte in 548 en werd opgevolgd door Turisind, terwijl de legitieme erfgenaam gedwongen werd in ballingschap te gaan. Ostrogotha vond onderdak bij de Longobarden, maar werd gedood in 552 door haar gastheer, koning Audoin, als deel van een plan om de relaties tussen de Gepiden en de Longobarden te vergemakkelijken.